# 第一次共产党
第一次共产党（日语：／）是指1921年（大正十年）4月筹备建立至1924年（大正十三年）3月左右解散为止的、处于非法状态的日本共产党。这一时期的日本共产党，与其说是一个政党，不如说是多个思想团体的集合体。